# Blooming Grove (New York)
Blooming Grove è un comune degli Stati Uniti d'America, situato nello Stato di New York, nella contea di Orange.